# Трайдос, Мартина
Мартина Трайдос (нем. Martyna Trajdos; род. 5 апреля 1989, Белхатув, Лодзинское воеводство) — немецкая дзюдоистка. Чемпионка Европейских игр и чемпионата Европы 2015 года. Призёр чемпионатов Европы и мира.

## Биография
Родилась в 1989 году в польском городе Белхатув. 
В 2015 году она завоевала индивидуальную золотую медаль на чемпионате Европы, проходившем в Баку в рамках проведения Европейских игр. Через два месяца она завоевала бронзу с командой на чемпионате мира в Астане.
В 2016 году приняла участие в Олимпийском турнире, в весовой категории до 63 кг, она уступила в первом раунде бразильской спортсменке Мариане Сильва.
На чемпионате Европы 2018 года в Израиле, в весовой категории до 63 кг, завоевала бронзовую медаль.
На предолимпийском чемпионате мира 2019 года, который проходил в Токио, завоевала бронзовую медаль, в поединке за бронзу из-за невыхода словенской спортсменки Тину Трстеняк на татами.
В 2020 году на чемпионате Европы в ноябре в чешской столице, Мартина смогла завоевать бронзовую медаль турнира в категории до 63 кг. В полуфинале уступила австрийской спортсменке Магдалене Крссаковой.